# Georges Garvarentz
Georges Garvarentz (Atene, 1º aprile 1932 – Aubagne, 19 marzo 1993) è stato un compositore francese di canzoni e colonne sonore cinematografiche.

## Biografia
Figlio del famoso poeta e musicista armeno Kevork Garvarentz, si era stabilito in Francia con i suoi genitori durante la sua infanzia.
Georges Garvarentz ha ottenuto molti successi con il cantante paroliere Charles Aznavour, di cui aveva sposato la sorella, Aïda Aznavour. Compose anche per Johnny Hallyday e Sylvie Vartan.
Le sue composizioni compaiono in molti film, tra cui Un taxi per Tobruk di Denys De La Patellière e Petain di Jean Marboeuf.

### Canzoni scritte per Aznavour
- 1956 : Prends garde à toi
- 1960 : Rendez-vous à Brasilia
- 1961 : La Marche des anges
- 1962 : Retiens la nuit
- 1963 : Et pourtant
- 1964 : Hier encore
- 1966 : Paris au mois d'août
- 1967 : Emmenez-moi
- 1969 : Désormais
- 1971 : Non, je n'ai rien oublié
- 1972 : Les plaisirs démodés
- 1975 : Ils sont tombés
- 1978 : Ave Maria
- 1979 : Être
- 1980 : Une vie d'amour
- 1987 : Je bois
- 1987 : L'Aiguille
- 1992 : Ton doux visage